# Филлип, Джон
Джон Филлип (англ. John Phillip; 19 апреля 1817[…], Абердин — 1867[…], Лондон) — шотландский художник эпохи королевы Виктории, член Королевской академии художеств Великобритании.

## Жизнь и творчество
Джон Филлип родился в бедной семье. Живописью начал интересоваться ещё в детстве, проявив незаурядные способности к этому виду искусства. Благодаря поддержке мецената, Уильяма Маула, 1 -го барона Пенмура, получил возможность учиться рисунку в 1836 году в Лондоне, в классе выдающегося портретиста Томаса Масгрейва Джоя. Также лорд Пенмур оплатил дальнейшую учёбу молодого художника в Королевской академии искусств. Во время обучения в Академии Филлип вступает в так называемую «Клику» (Clique), объединение художников, группировавшихся вокруг живописца Ричарда Дадда. Члены «Клики» называла себя последователями Уильяма Хогарта и Дэвида Уилки в искусстве. Раннее творчество Джона Филлипа в значительной мере находилось под влиянием живописи Дэвида Уилки, с тщательно вырисованными деталями полотна на темы из жизни крестьян Шотландии.
В 1851 году художник для поправки здоровья совершает поездку по Южной Европе, и в Испании черпает вдохновение для «второго этапа» в своём творчестве. Центральной темой в работах Филлипа становится Испания, её история и быт, события, происходящие в этой стране. Новыми его «учителями» теперь являются Джон Филлиписпанские старые мастера — Мурильо и Веласкес. В первом из созданных им таких полотен, «Пишущий письма, Севилья», ощущается влияние прерафаэлитов, движения, в котором участвовали большинство художников из лондонской «Клики». В то же время личные отношения с главой этого течения в искусстве, Джоном Милле, у Филлипа не сложились. Поездка в Испанию настолько повлияла на художественное восприятие мастера, что он настойчиво советовал другим также совершить испанское путешествие, и некоторые из низ — например, Эдвин Лонг, последовали его примеру.
В поздних работах Филлипа, относящихся к концу 1850-х — 1860-м годам, чувствуется больше красок, от ближе к стилю Милле. Следует назвать два наиболее известных полотна, относящихся к этому периоду — «Начало карьеры Мурильо» (1864), где изображён этот молодой испанский художник, делающий свои зарисовки на улицах, и «Слава» («La Gloria», 1865), где почётный караул стоит на страже возле ложи с мёртвым ребёнком. В 1858 году Филлип пишет картины, заказанные ему королевским двором по поводу свадьбы принцессы Виктории и прусского принца Фридриха Вильгельма, будущего германского императора.
Джон Филлип был женат на сестре художника Ричарда Дадда. Брак был неудачным, так как супруга страдала психическим заболеванием, как и её брат Ричард. Филлип скончался, будучи в гостях у своего друга, Уильяма Пауэлла Фрита, от инсульта. Похоронен в Лондоне, на кладбище Кенсал-Грин.

## Галерея

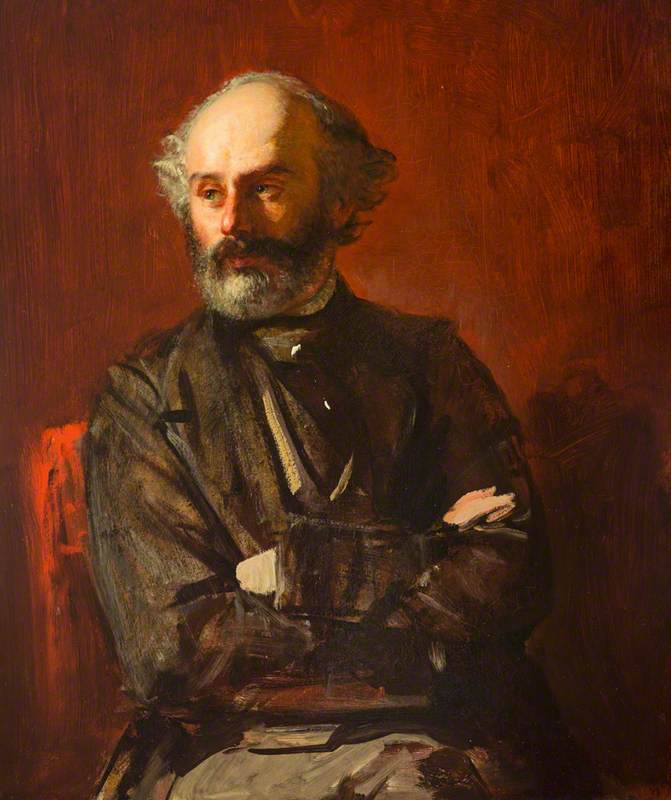
Автопортрет
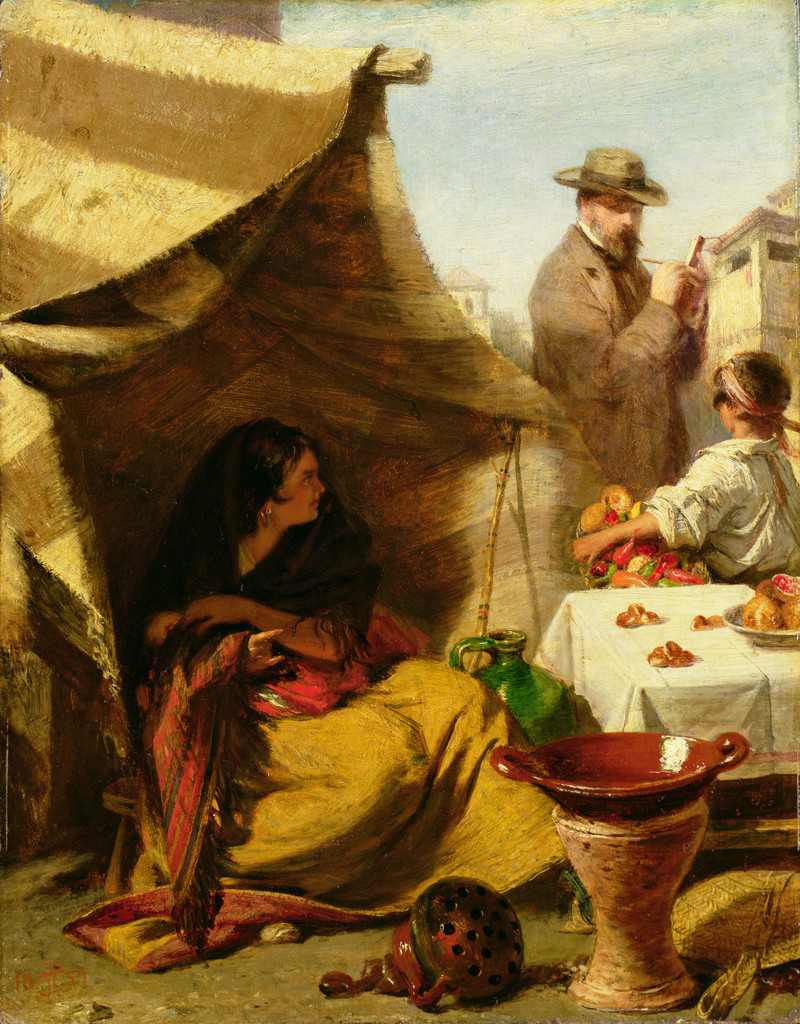
«Дурной глаз»
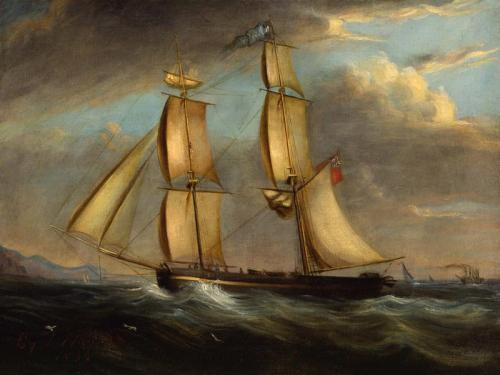
Бриг «Манли»
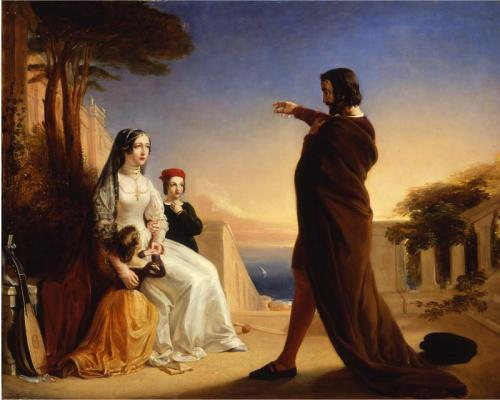
Переодетый Тассо рассказывает о преследованиях своей сестре
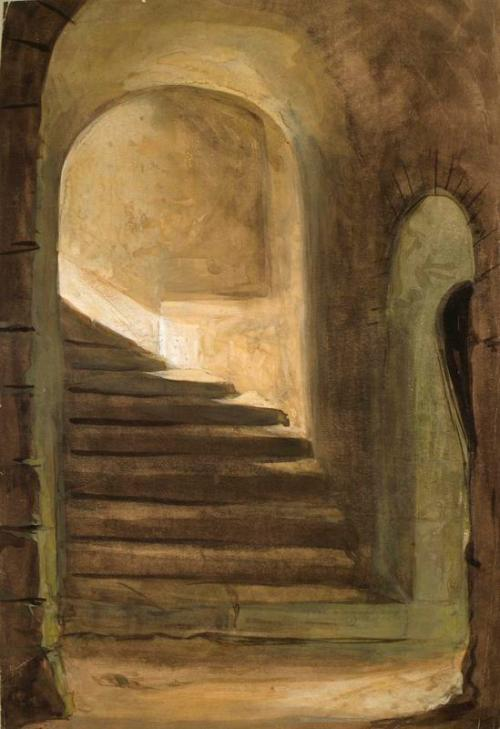
Дверной проём и лестница.